# Coppa Italia 2005-2006 (calcio a 5)
La ventunesima edizione della Coppa Italia di calcio a 5 si è svolta tra il 2 ed il 6 febbraio 2006 al palasport "Stefano Gallo" di Catanzaro.

## Tabellone
|  | Quarti di finale | Quarti di finale | Quarti di finale |           |   | Semifinali | Semifinali | Semifinali |  |  | Finale | Finale      | Finale |
|  |                  |                  |                  |           |   |            |            |            |  |  |        |             |        |
|  | 1                | Nepi             | 1                |           |   |            |            |            |  |  |        |             |        |
|  | 8                | Arzignano        | 2                |           |   |            |            |            |  |  |        |             |        |
|  | 8                | Arzignano        | 2                |           |   | Arzignano  | 2          |            |  |  |        |             |        |
|  |                  |                  |                  |           |   | Arzignano  | 2          |            |  |  |        |             |        |
|  |                  |                  | Roma Futsal      | 6         |   |            |            |            |  |  |        |             |        |
|  | 4                | Roma Futsal      | Roma Futsal      | 6         | 6 |            |            |            |  |  |        |             |        |
|  | 4                | Roma Futsal      |                  |           | 6 |            |            |            |  |  |        |             |        |
|  | 5                | Marcianise       | 1                |           |   |            |            |            |  |  |        |             |        |
|  |                  |                  |                  |           |   |            |            |            |  |  |        | Roma Futsal | 3      |
|  |                  |                  |                  | Luparense | 5 |            |            |            |  |  |        |             |        |
|  | 3                | Luparense        | 5                |           |   |            |            |            |  |  |        |             |        |
|  | 6                | Prato            | 1                |           |   |            |            |            |  |  |        |             |        |
|  | 6                | Prato            | 1                |           |   | Luparense  | 4          |            |  |  |        |             |        |
|  |                  |                  |                  |           |   | Luparense  | 4          |            |  |  |        |             |        |
|  |                  |                  | Lazio            | 3         |   |            |            |            |  |  |        |             |        |
|  | 2                | Lazio            | Lazio            | 3         | 6 |            |            |            |  |  |        |             |        |
|  | 2                | Lazio            |                  |           | 6 |            |            |            |  |  |        |             |        |
|  | 7                | Reggio           | 3                |           |   |            |            |            |  |  |        |             |        |

## Risultati

### Quarti di finale
| Arbitri: | Fabio Conti (Como) Vincenzo Vitrioli (Reggio Calabria) |

|            |           |                  |
| Guerra 39’ | Marcatori | 26’, 29’ Pinilla |

| Arbitri: | Alessandro Radicello (Palermo) Rosario Buffo (Catania) |

|                                                                        |           |                   |
| Montovaneli 5’ Jubanski 23'30’’, 23'45’’ Sandrinho 30’ Furlam 31’, 32’ | Marcatori | 39’ Gigliofiorito |

| Arbitri: | Roberto Teseo (Roma 1) Catello Abagnale (Ciampino) |

|                                                                |           |                   |
| Dalle Molle 8’ Grana 9’, 21’ de Assis 23’ (aut.) Ercolessi 39’ | Marcatori | 39'53’’ Marquinho |

| Arbitri: | Giacomo Scarpati (Torre del Greco) Paolo Troiani (Pesaro) |

|                                                                        |           |                                       |
| B. Rossa 4’ Manzali 9’, 27’, 36'30’’ Forghieri 39'30’’ Bellomo 39'59’’ | Marcatori | 24’ Nora 24'30’’ W. Villalba 29’ Nora |

### Semifinali
| Arbitri: | Luca Desideri (Prato) Carlo Di Marco (Pescara) |

|                                                  |           |                                                     |
| Bellomo 34'’ Scala 35’ (aut.) Manzali 39’ (t.l.) | Marcatori | 10’ Grana 23’ Vampeta 29’ A. Vicentini 34'20'’ Saad |

| Arbitri: | Massimo Luca De Marco (Genova) Valerio Ierace (Grosseto) |

|                                                                                         |           |                            |
| Duarte 17’ (t.l.) Batata 29’ Rogério 46’ M. Angelini 47'30'’ Parrel 48’ G. Angelini 49’ | Marcatori | 6’ Benítez 20'40'’ Wilhelm |

### Finale
| Arbitri: | Lorenzo Mario Brambilla (Milano) Ercole Vescio (Catanzaro) |

| |            | |
| Jubanski 0'35'’ Montovaneli 38’ Rogério 38'50'’ | Marcatori  | 15’ Vampeta 15'20'’ (t.l.) Saad 18'30'’ Vampeta 28’ A. Vicentini 28'02'’ Grana |
| · Gianfranco Angelini · Carlos Montovaneli · Vinícius Duarte · Felipe Furlam · Jocimar Jubanski · Gustavo Crivellaro · Batata · Sandrinho · Rogério · Marco Angelini · Parrel · Matteo Zani | Formazioni | · Alexandre Feller · Fernando Grana · Marco Ercolessi · André Vicentini · Gregori Bitencourt · Edgar Bertoni · Tadeu Sartori · Carlos Scala · Vampeta · Saad Assis · Jair Dalle Molle · Marco Zaramello |
| Massimo Ronconi | Allenatori | Jesús Velasco |

## Classifica marcatori
| Gol |  |  | Giocatore           | Squadra     |
| --- |  |  | ------------------- | ----------- |
| 4   |  |  | Fernando Grana      | Luparense   |
| 4   |  |  | Denilson Manzali    | Lazio       |
| 3   |  |  | Jocimar Jubanski    | Roma Futsal |
| 3   |  |  | Vampeta             | Luparense   |
| 2   |  |  | Saad Assis          | Luparense   |
| 2   |  |  | Erick Bellomo       | Lazio       |
| 2   |  |  | Felipe Furlam       | Roma Futsal |
| 2   |  |  | Carlos Montovaneli  | Roma Futsal |
| 2   |  |  | Patrick Nora        | Reggio      |
| 2   |  |  | John Pinilla        | Arzignano   |
| 2   |  |  | Rogério             | Roma Futsal |
| 2   |  |  | André Vicentini     | Luparense   |
| 1   |  |  | Gianfranco Angelini | Roma Futsal |
| 1   |  |  | Marco Angelini      | Roma Futsal |

| Gol |  |  | Giocatore               | Squadra     |
| --- |  |  | ----------------------- | ----------- |
| 1   |  |  | Marcos Benítez          | Arzignano   |
| 1   |  |  | Jair Dalle Molle        | Roma Futsal |
| 1   |  |  | Vinícius Duarte         | Roma Futsal |
| 1   |  |  | Marco Ercolessi         | Luparense   |
| 1   |  |  | Batata                  | Roma Futsal |
| 1   |  |  | Marcelo Forghieri       | Lazio       |
| 1   |  |  | Francesco Gigliofiorito | Marcianise  |
| 1   |  |  | Ângelo Guerra           | Nepi        |
| 1   |  |  | Marquinho               | Prato       |
| 1   |  |  | Parrel                  | Roma Futsal |
| 1   |  |  | Bruno Rossa             | Lazio       |
| 1   |  |  | Sandrinho               | Roma Futsal |
| 1   |  |  | Walter Villalba         | Reggio      |
| 1   |  |  | Fernando Wilhelm        | Arzignano   |

## Premi
- Miglior portiere: Gianfranco Angelini (Roma Futsal)[1]